# Alfred Capus
Pour les articles homonymes, voir Capus.
 (juin 2022).
Si vous disposez d'ouvrages ou d'articles de référence ou si vous connaissez des sites web de qualité traitant du thème abordé ici, merci de compléter l'article en donnant les références utiles à sa vérifiabilité et en les liant à la section « Notes et références ».
Alfred Capus, né à Aix-en-Provence le 25 novembre 1857 et mort à Neuilly-sur-Seine le 1er novembre 1922, est un journaliste, romancier et dramaturge français. Il est également connu sous les noms de plume de Canalis et Graindorge pour Le Figaro.

## Biographie
Fils d'un avocat marseillais, il était le frère aîné de Joseph Capus, député puis sénateur de la Gironde qui fut ministre de l'Agriculture en 1924.
Alfred Capus fit ses études secondaires à Toulon. Ayant échoué au concours de l'École polytechnique, il entra à l'École des Mines mais n'obtint pas son diplôme. Après avoir été un temps dessinateur industriel, il s'orienta vers le journalisme. Un des premiers articles qu'il fit paraître portait la marque de sa formation scientifique, puisqu'il s'agissait d'une nécrologie de Darwin. Mais c'est surtout par ses chroniques légèrement fantaisistes, publiées au Gaulois, dans L'Écho de Paris et dans L'Illustration qu'il se fit connaître. Il écrivit également plusieurs articles pour Le Figaro, sous le pseudonyme de « Graindorge ». À la mort de Gaston Calmette, en 1914, Capus devint rédacteur en chef du Figaro. À ce poste, il rédigea avec le plus grand patriotisme, pendant les quatre années de la Grande Guerre, le « bulletin » quotidien.
Auparavant il s'était lancé, parallèlement au journalisme, dans la littérature, avec une série de romans. Mais c'est au théâtre qu'il donna la pleine mesure de son talent avec des pièces de boulevard mettant en scène les mœurs de la Belle Époque. En 1899, le guide Paris-Parisien le présente comme une « notoriété des lettres », soulignant son « observation spirituelle et philosophique des milieux bourgeois » et son « grand talent de qualité supérieure ».
Appelé à la présidence de la Société des Auteurs, commandeur de la Légion d'honneur, Alfred Capus fut élu à l'Académie française le 12 février 1914, par seize voix, au fauteuil d'Henri Poincaré. Une anecdote veut que l'un de ses interprètes ayant demandé à un guéridon si Capus entrerait un jour à l'Académie française, le guéridon répondit par l'affirmative ; quand on lui demanda alors combien de fois il devrait se présenter, le meuble se mit à battre des coups si répétés qu'il fallut l'arrêter.
Alfred Capus avait en effet subi deux échecs, contre Eugène Brieux au fauteuil de Ludovic Halévy en 1909, et contre Denys Cochin au fauteuil d'Albert Vandal en 1911, mais les « immortels » surent lui rendre hommage : Robert de Flers dit de son répertoire de comédies qu'il était « l'un des orgueils les plus certains et les plus rares de la scène française ». Quant à Édouard Estaunié, qui prononça son éloge en lui succédant, il en parla comme d'un « philosophe bienveillant dont l'ironie fréquemment incisive mais jamais désolante se dissipe en sourire ». Alfred Capus fut reçu le 28 juin 1917 par Maurice Donnay.
Il est inhumé au cimetière du Père-Lachaise (93e division).

## Ses œuvres
Théâtre
- 1894 : Brignol et sa fille
- 1896 : Innocent (en collaboration avec Alphonse Allais)
- 1897 : Petites folles
- 1897 : Rosine, Théâtre du Gymnase
- 1898 : Mariage bourgeois
- 1900 : La bourse ou la vie
- 1900 : Les maris de Léontine (adaptation cinématographique réalisée en 1947 par René Le Hénaff)
- 1901 : La Veine, Théâtre des Variétés
- 1901 : La Petite Fonctionnaire, comédie en trois actes, représentée pour la première fois au théâtre des Nouveautés, le 23 avril 1901.
- 1902 : Les Deux Écoles, Théâtre des Variétés
- 1902 : La Châtelaine (créée par Lucien Guitry)
- 1903 : L'adversaire (en collaboration avec Emmanuel Arène)
- 1903 : Le Beau Jeune Homme, comédie en cinq actes, Théâtre des Variétés, 27 février
- 1904 : Notre jeunesse, Comédie-Française
- 1905 : Les Deux Hommes, Comédie-Française, 24 février
- 1905 : Monsieur Piégeois
- 1906 : Les Passagères, Théâtre de la Renaissance, 9 octobre
- 1908 : Les Deux Hommes
- 1908 : L'Oiseau blessé, Théâtre de la Renaissance
- 1909 : Un ange, Théâtre des Variétés
- 1910 : L'Aventurier, comédie en quatre actes, Théâtre de la Porte-Saint-Martin, 4 novembre (créée par Lucien Guitry)[3]
- 1911 : Les Favorites[4], Théâtre des Variétés
- 1913 : Hélène Ardouin, Théâtre du Vaudeville
- 1913 : L'Institut de beauté, Théâtre des Variétés
- 1921 : La Petite Fonctionnaire, comédie musicale en trois actes, musique d'André Messager, livret d'Alfred Capus et Xavier Roux, Théâtre Mogador, 14 mai

Romans, nouvelles, autres publications
- Qui perd gagne, Librairie Paul Ollendorff (1890) ; « presque un chef-d'œuvre », aux dires de Jules Lemaître Texte intégral de Qui perd gagne sur Wikisource
- Faux départ, Librairie Paul Ollendorff (1891)
- Monsieur veut rire, Librairie Paul Ollendorff (1893)
- Années d'aventures, Librairie Paul Ollendorff (1895)
- « Notes sur l'automobilisme » (ill. L. Sabattier), L'Illustration,‎ décembre 1906, p. 11-18 (lire en ligne).
- Histoires de parisiens, Charpentier et Fasquelle (1907)
- Robinson, Charpentier et Fasquelle (1910)
- Les mœurs du temps, 2 vol. (première et deuxième série), Bernard Grasset (1912)
- Scènes de la vie difficile, J. Ferenczi (1922)

## Adaptations cinématographiques de son œuvre
- 1912 : La Petite Fonctionnaire de Georges Denola
- 1924 : L'Aventurier de Maurice Mariaud et Louis Osmont
- 1927 : La Petite Fonctionnaire de Roger Goupillières
- 1928 : La Veine de René Barberis
- 1928 : Leontines Ehemänner de Robert Wiene
- 1934 : L'Aventurier de Marcel L'Herbier

## Hommage
- Square Alfred-Capus (Paris)
- Avenue Alfred Capus (Aix en Provence)